# Torneo Clausura 2021 de Segunda División de Costa Rica
El Torneo Clausura 2021 fue la edición 89.° del campeonato de liga de la Segunda División del fútbol costarricense, con el que concluyó la temporada 2020-21.
Durante el mes de marzo del 2020, se produjo un brote del coronavirus-2 del síndrome respiratorio agudo grave, una pandemia global vírica que llegó a América desde Asia.
A medida que diferentes países americanos fueron registrando casos de contagio y fallecimientos, los organismos deportivos comenzaron a tomar conciencia del problema. Esta Temporada al igual que el cierre de la temporada anterior se acordó que los partidos se jugarían a puerta cerrada para evitar el avance de la pandemia.
El equipo Guanacasteca se proclamó campeón del Apertura tras vencer a Golfito en las finales. El conjunto nicoyano se gana el derecho de disputar una eventual final contra el ganador del Clausura 2021, en caso de ser ellos mismos los ganadores de este torneo, lograrán el ascenso automático a la Primera División para la siguiente temporada.
Para esta Temporada, no habrá descenso ya que para este 2021 la Federación Costarricense de Fútbol no aprobó los permisos para el Campeonato de LINAFA, por lo que para este certamen queda congelado el descenso a esta liga.

## Sistema de competición
El torneo del Liga de Ascenso, está conformado en dos partes:
- Fase de clasificación: Se integra por las 18 jornadas del torneo.
- Fase final: Se integra por los partidos de cuartos de final, semifinal y final.

### Fase de clasificación
En la fase de clasificación se observará el sistema de puntos. La ubicación en la tabla general está sujeta a lo siguiente:
- Por juego ganado se obtendrán tres puntos.
- Por juego empatado se obtendrá un punto.
- Por juego perdido no se otorgan puntos.

En esta fase participan los 18 clubes de la Liga de Ascenso jugando en cada torneo 18 jornadas respectivas, a visita recíproca según el grupo que pertenece.
El orden de los clubes al final de la fase de calificación del torneo corresponderá a la suma de los puntos obtenidos por cada uno de ellos y se presentará en forma descendente. Si al finalizar las 18 jornadas del torneo, dos o más clubes estuviesen empatados en puntos, su posición en la tabla general será determinada atendiendo a los siguientes criterios de desempate:
1. Mayor diferencia positiva general de goles. Este resultado se obtiene mediante la sumatoria de los goles anotados a todos los rivales, en cada campeonato menos los goles recibidos de estos.
2. Mayor cantidad de goles a favor, anotados a todos los rivales dentro de la misma competencia.
3. Mejor puntuación particular que hayan conseguido en las confrontaciones particulares entre ellos mismos.
4. Mayor diferencia positiva particular de goles, la cual se obtiene sumando los goles de los equipos empatados y restándole los goles recibidos.
5. Mayor cantidad de goles a favor que hayan conseguido en las confrontaciones entre ellos mismos.
6. Como última alternativa, el comité de competición realizaría un sorteo para el desempate.

### Fase final
Los ocho clubes calificados para esta fase del torneo serán reubicados de acuerdo con el lugar que ocupen en la tabla general al término de la jornada 18, con el puesto del número uno al club mejor clasificado, y así hasta el número cuatro de cada grupo. Los partidos a esta fase se desarrollarán a visita, en las siguientes etapas:
- Cuartos de final
- Semifinales
- Final

Los clubes vencedores en los partidos de cuartos de final y semifinal serán aquellos que en los dos juegos anoten el mayor número de goles. De existir empate en el número de goles anotados, se observará la posición de los clubes en la tabla general de clasificación.
El club vencedor de la final y por lo tanto campeón, será aquel que en los dos partidos anote el mayor número de goles. Si al término del tiempo reglamentario el partido está empatado, se agregarán dos tiempos extras de 15 minutos cada uno. De persistir el empate en estos periodos, se procederá a lanzar tiros penales hasta que resulte un vencedor.
Los partidos de cuartos de final se jugarán de la siguiente manera:
En las semifinales participarán los cuatro clubes vencedores de cuartos de final, enfrentándose:
Disputarán el título de campeón del Torneo de Clausura, los dos clubes vencedores de la fase semifinal correspondiente, reubicándolos del uno al dos, de acuerdo a su mejor posición en la tabla general de clasificación.

## Equipos

### Datos de los equipos
| Equipo        | Ciudad                 | Entrenador            | Fundación      | Estadio                    | Aforo | Transmisión |
| ------------- | ---------------------- | --------------------- | -------------- | -------------------------- | ----- | ----------- |
| Aserrí        | Aserrí                 | Bandera de Costa Rica | 1940 (85 años) | ST Center                  | 2 500 |             |
| Barrio México | Pavas                  | Cristian Salomón      | 1948 (76 años) | Ernesto Rohrmoser          | 3 000 |             |
| Cariari       | Cariari                | Bernardo Veach        | 1972 (53 años) | Comunal de Cariari         | 1 200 |             |
| Carmelita     | Alajuela               | Luis Carlos Mejía     | 1948 (76 años) | Rafael Bolaños             | 2 400 |             |
| COFUTPA       | Palmares               | Rolando Araya         | 2012 (13 años) | "Palmareño" Solís          | 4 000 |             |
| Consultants   | Desamparados           | Edson Soto            | 2017 (7 años)  | "Cuty" Monge               | 5 500 |             |
| Escazuceña    | Escazú                 | Bandera de Costa Rica | 2000 (25 años) | Nicolás Masís              | 3 000 |             |
| Garabito      | Garabito               | Bandera de Costa Rica | 2019 (6 años)  | Municipal de Jacó          | 1 000 |             |
| Golfito       | Golfito                | Roberto Castro        | 2011 (14 años) | Polideportivo de Río Claro | 1 000 |             |
| Guanacasteca  | Nicoya                 | Minor Díaz            | 1973 (52 años) | Chorotega                  | 4 000 |             |
| Liberia       | Liberia                | Marvin Solano         | 1977 (47 años) | Edgardo Baltodano          | 5 797 |             |
| Marineros     | Puntarenas             | Mauricio Montero      | 2020 (4 años)  | "Lito" Pérez               | 4 105 |             |
| Puntarenas    | Puntarenas             | Roberto Wong          | 2004 (20 años) | "Lito" Pérez               | 4 105 |             |
| San Ramón     | San Ramón              | Rolando Villalobos    | 2013 (11 años) | Guillermo Vargas           | 2 500 |             |
| Santa Ana     | Santa Ana              | Luis José Herra       | 1993 (32 años) | Municipal de Piedades      | 2 000 |             |
| Santa Rosa    | Santa Rosa             | Horacio Esquivel      | 2004 (21 años) | Santa Cruz                 | 2 000 |             |
| Turrialba     | Turrialba              | Gerardo Ureña         | 1940 (84 años) | Rafael Camacho             | 4 500 |             |
| Uruguay       | San Isidro de Coronado | Julio Méndez          | 1936 (89 años) | El Labrador                | 2 500 |             |

Datos actualizados al 31 de enero de 2021.

### Equipos por provincia
Para la temporada 2020-21, la provincia costarricense con más equipos en la Liga de Ascenso es San José con siete.
| Uruguay Escazuceña Carmelita San Ramón Turrialba Puntarenas Marineros Liberia Consultants Guanacasteca Garabito Barrio México AD Cariari Golfito Palmares Aserrí Santa Ana Santa Rosa |

| Provincia  | N.º | Equipos                                                                    |
| ---------- | --- | -------------------------------------------------------------------------- |
| San José   | 6   | Barrio México, Escazuceña, Fútbol Consultants, Santa Ana, Aserrí y Uruguay |
| Alajuela   | 3   | Carmelita, COFUTPA y San Ramón                                             |
| Guanacaste | 3   | Guanacasteca, Liberia y Santa Rosa                                         |
| Puntarenas | 4   | Garabito, Golfito, Marineros y Puntarenas                                  |
| Cartago    | 1   | Turrialba                                                                  |
| Limón      | 1   | AD Cariari Pococí                                                          |

## Fase de clasificación

### Tabla de posiciones

#### Grupo A
| Pos. | Equipo                  | Pts. | PJ | G | E | P | GF | GC | Dif. |  |
| ---- | ----------------------- | ---- | -- | - | - | - | -- | -- | ---- |  |
| 1    | Puntarenas F. C.        | 19   | 10 | 6 | 1 | 3 | 11 | 8  | +3   |  |
| 2    | A. D. Guanacasteca      | 17   | 10 | 4 | 5 | 1 | 11 | 5  | +6   |  |
| 3    | Municipal Liberia       | 16   | 10 | 4 | 4 | 2 | 14 | 10 | +4   |  |
| 4    | Municipal Garabito      | 15   | 10 | 4 | 3 | 3 | 17 | 15 | +2   |  |
| 5    | Marineros de Puntarenas | 11   | 10 | 3 | 2 | 5 | 9  | 14 | −5   |  |
| 6    | A. D. Santa Rosa        | 3    | 10 | 0 | 3 | 7 | 7  | 17 | −10  |  |

Actualizado a los partidos jugados el 20 de marzo de 2021.
 Fuente: Liga de Ascenso
|  | Clasifica a cuartos de final.                    |
|  | Clasifica a cuartos de final como mejor tercero. |
|  | Último lugar.                                    |

#### Grupo B
| Pos. | Equipo                    | Pts. | PJ | G | E | P | GF | GC | Dif. |  |
| ---- | ------------------------- | ---- | -- | - | - | - | -- | -- | ---- |  |
| 1    | A. D. Carmelita           | 21   | 10 | 7 | 0 | 3 | 22 | 16 | +6   |  |
| 2    | Municipal San Ramón       | 17   | 10 | 5 | 2 | 3 | 12 | 10 | +2   |  |
| 3    | A. D. COFUTPA             | 16   | 10 | 5 | 1 | 4 | 17 | 16 | +1   |  |
| 4    | A. D. Juventud Escazuceña | 14   | 10 | 4 | 2 | 4 | 21 | 16 | +5   |  |
| 5    | Municipal Santa Ana       | 8    | 9  | 2 | 2 | 5 | 7  | 15 | −8   |  |
| 6    | A. D. Cariari             | 7    | 9  | 2 | 1 | 6 | 13 | 19 | −6   |  |

Actualizado a los partidos jugados el 20 de marzo de 2021.
 Fuente: Liga de Ascenso
|  | Clasifica a cuartos de final.                    |
|  | Clasifica a cuartos de final como mejor tercero. |
|  | Último lugar.                                    |

#### Grupo C
| Pos. | Equipo                    | Pts. | PJ | G | E | P | GF | GC | Dif. |  |
| ---- | ------------------------- | ---- | -- | - | - | - | -- | -- | ---- |  |
| 1    | A. D. C. Barrio México    | 26   | 10 | 8 | 2 | 0 | 29 | 14 | +15  |  |
| 2    | Fútbol Consultants        | 18   | 10 | 5 | 3 | 2 | 18 | 10 | +8   |  |
| 3    | Municipal Turrialba       | 15   | 10 | 4 | 3 | 3 | 16 | 14 | +2   |  |
| 4    | Puerto Golfito F. C.      | 11   | 10 | 3 | 2 | 5 | 20 | 21 | −1   |  |
| 5    | Aserrí F. C.              | 8    | 10 | 2 | 2 | 6 | 9  | 20 | −11  |  |
| 6    | C. S. Uruguay de Coronado | 6    | 10 | 2 | 0 | 8 | 7  | 20 | −13  |  |

Actualizado a los partidos jugados el 20 de marzo de 2021.
 Fuente: Liga de Ascenso
|  | Clasifica a cuartos de final. |
|  | Último lugar.                 |

### Evolución de la clasificación
| Grupo A                   |   |   |   |   |   |   |   |   |   |   |  |
| Puntarenas                | 5 | 5 | 4 | 3 | 1 | 1 | 1 | 1 | 1 |   |  |
| A. D. Guanacasteca        | 1 | 2 | 2 | 2 | 2 | 3 | 2 | 2 | 2 |   |  |
| Liberia                   | 2 | 3 | 3 | 4 | 5 | 2 | 5 | 5 | 3 |   |  |
| Municipal Garabito        | 3 | 1 | 1 | 1 | 4 | 5 | 4 | 4 | 4 |   |  |
| Marineros                 | 4 | 4 | 5 | 5 | 3 | 4 | 3 | 3 | 5 |   |  |
| A. D. Santa Rosa          | 6 | 6 | 6 | 6 | 6 | 6 | 6 | 6 | 6 | 6 |  |
| Grupo B                   |   |   |   |   |   |   |   |   |   |   |  |
| A. D. Carmelita           | 2 | 2 | 3 | 1 | 1 | 1 | 1 | 1 | 1 |   |  |
| Municipal San Ramón       | 1 | 1 | 1 | 2 | 3 | 2 | 3 | 2 | 2 |   |  |
| A. D. COFUTPA             | 4 | 4 | 4 | 4 | 2 | 3 | 2 | 3 | 3 |   |  |
| A. D. Juventud Escazuceña | 3 | 3 | 2 | 3 | 4 | 4 | 4 | 4 | 4 |   |  |
| Municipal Santa Ana       | 5 | 5 | 5 | 5 | 6 | 5 | 6 | 6 | 5 |   |  |
| A. D. Cariari             | 6 | 6 | 6 | 6 | 5 | 6 | 5 | 5 | 6 |   |  |
| Grupo C                   |   |   |   |   |   |   |   |   |   |   |  |
| A. D. C. Barrio México    | 1 | 1 | 1 | 1 | 1 | 1 | 1 | 1 | 1 | 1 |  |
| Fútbol Consultants        | 2 | 2 | 3 | 2 | 3 | 2 | 2 | 2 | 2 | 2 |  |
| Municipal Turrialba       | 6 | 5 | 4 | 3 | 2 | 3 | 3 | 3 | 3 |   |  |
| Puerto Golfito F. C.      | 3 | 3 | 5 | 5 | 4 | 4 | 4 | 4 | 4 |   |  |
| Aserrí F. C.              | 5 | 6 | 6 | 6 | 6 | 6 | 6 | 5 | 5 |   |  |
| C. S. Uruguay de Coronado | 4 | 4 | 2 | 4 | 5 | 5 | 5 | 6 | 6 |   |  |

## Resultados
- Los horarios corresponden al tiempo de Costa Rica (UTC-6).
- El calendario de los partidos se dio a conocer el 10 de enero.[5]

| Jornada 1                 | Jornada 1 | Jornada 1                 | Jornada 1             | Jornada 1   | Jornada 1 | Jornada 1 | Jornada 1   |
| Local                     | Resultado | Visitante                 | Estadio               | Fecha       | Hora      | Árbitro   | Transmisión |
| ------------------------- | --------- | ------------------------- | --------------------- | ----------- | --------- | --------- | ----------- |
| A. D. COFUTPA             | 1 - 1     | Municipal Santa Ana       | "Palmareño" Solís     | 13 de enero | 17:30     |           |             |
| A. D. Juventud Escazuceña | 1 - 2     | A. D. Carmelita           | Estadio Nicolás Masís | 15 de enero | 18:00     |           |             |
| A. D. C. Barrio México    | 2 - 1     | C. S. Uruguay de Coronado | Ernesto Rohrmoser     | 16 de enero | 13:00     |           |             |
| Puerto Golfito F. C.      | 4 - 1     | Aserrí F. C.              | Estadio de Río Claro  | 17 de enero | 13:00     |           |             |
| Fútbol Consultants        | 1 - 0     | Municipal Turrialba       | "Cuty" Monge          | 17 de enero | 13:00     |           |             |
| Municipal Garabito        | 3 - 2     | Puntarenas F. C.          | Estadio de Jacó       | 17 de enero | 15:00     |           |             |
| A. D. Guanacasteca        | 2 - 0     | Marineros de Puntarenas   | Estadio Chorotega     | 17 de enero | 15:00     |           |             |
| A. D. Santa Rosa          | 0 - 3     | Municipal Liberia         | Estadio de Santa Rosa | 17 de enero | 11:00     |           |             |
| A. D. Cariari             | 1 - 2     | Municipal San Ramón       | Ebal Rodríguez        | 18 de enero | 18:00     |           |             |
| Total de goles: 27        |           |                           |                       |             |           |           |             |

| Jornada 2                 | Jornada 2 | Jornada 2                 | Jornada 2            | Jornada 2   | Jornada 2 | Jornada 2 | Jornada 2   |
| Local                     | Resultado | Visitante                 | Estadio              | Fecha       | Hora      | Árbitro   | Transmisión |
| ------------------------- | --------- | ------------------------- | -------------------- | ----------- | --------- | --------- | ----------- |
| Aserrí F. C.              | 2 - 2     | Fútbol Consultants        | ST Center            | 22 de enero | 15:15     |           |             |
| A. D. Carmelita           | 2 - 1     | A. D. Cariari             | Rafael Bolaños       | 22 de enero | 20:00     |           |             |
| Marineros de Puntarenas   | 1 - 0     | A. D. Santa Rosa          | "Lito" Pérez         | 23 de enero | 13:00     |           |             |
| C. S. Uruguay de Coronado | 2 - 0     | Puerto Golfito F. C.      | El Labrador          | 23 de enero | 15:00     |           |             |
| Puntarenas F. C.          | 0 - 1     | A. D. Guanacasteca        | "Lito" Pérez         | 23 de enero | 18:00     |           |             |
| Municipal Liberia         | 1 - 2     | Municipal Garabito        | Edgardo Baltodano    | 24 de enero | 11:00     |           |             |
| Municipal Turrialba       | 3 - 3     | A. D. C. Barrio México    | Rafael Ángel Camacho | 24 de enero | 13:00     |           |             |
| Municipal San Ramón       | 3 - 1     | A. D. COFUTPA             | Guillermo Vargas     | 24 de enero | 13:00     |           |             |
| Municipal Santa Ana       | 0 - 3     | A. D. Juventud Escazuceña | Estadio de Piedades  | 24 de enero | 14:00     |           |             |
| Total de goles: 27        |           |                           |                      |             |           |           |             |

| Jornada 3                 | Jornada 3 | Jornada 3                 | Jornada 3             | Jornada 3   | Jornada 3 | Jornada 3 | Jornada 3   |
| Local                     | Resultado | Visitante                 | Estadio               | Fecha       | Hora      | Árbitro   | Transmisión |
| ------------------------- | --------- | ------------------------- | --------------------- | ----------- | --------- | --------- | ----------- |
| Aserrí F. C.              | 0 - 1     | C. S. Uruguay de Coronado | ST Center             | 29 de enero | 15:15     |           |             |
| A. D. Juventud Escazuceña | 4 - 1     | A. D. Cariari             | Morera Soto           | 29 de enero | 19:00     |           |             |
| A. D. Guanacasteca        | 0 - 0     | Municipal Liberia         | Estadio Chorotega     | 30 de enero | 14:00     |           |             |
| Municipal Santa Ana       | 0 - 0     | Municipal San Ramón       | Estadio de Piedades   | 30 de enero | 14:00     |           |             |
| Marineros de Puntarenas   | 0 - 1     | Puntarenas F. C.          | "Lito" Pérez          | 30 de enero | 15:00     |           |             |
| Fútbol Consultants        | 1 - 2     | A. D. C. Barrio México    | "Cuty" Monge          | 30 de enero | 15:00     |           |             |
| A. D. COFUTPA             | 6 - 2     | A. D. Carmelita           | "Palmareño" Solís     | 30 de enero | 17:00     |           |             |
| Puerto Golfito F. C.      | 0 - 1     | Municipal Turrialba       | Estadio Río Claro     | 31 de enero | 13:30     |           |             |
| A. D. Santa Rosa          | 2 - 2     | Municipal Garabito        | Estadio de Santa Rosa | 31 de enero | 14:00     |           |             |
| Total de goles: 23        |           |                           |                       |             |           |           |             |

| Jornada 4                 | Jornada 4 | Jornada 4                 | Jornada 4             | Jornada 4    | Jornada 4 | Jornada 4 | Jornada 4   |
| Local                     | Resultado | Visitante                 | Estadio               | Fecha        | Hora      | Árbitro   | Transmisión |
| ------------------------- | --------- | ------------------------- | --------------------- | ------------ | --------- | --------- | ----------- |
| A. D. Carmelita           | 3 - 2     | Municipal Santa Ana       | Rafael Bolaños        | 5 de febrero | 17:30     |           |             |
| Fútbol Consultants        | 2 - 0     | C. S. Uruguay de Coronado | "Cuty" Monge          | 6 de febrero | 13:00     |           |             |
| Municipal Garabito        | 1 - 0     | A. D. Guanacasteca        | Estadio Jacó          | 6 de febrero | 14:00     |           |             |
| A. D. Cariari             | 0 - 2     | A. D. COFUTPA             | Ebal Rodríguez        | 6 de febrero | 14:00     |           |             |
| Municipal Liberia         | 2 - 2     | Marineros de Puntarenas   | Edgardo Baltodano     | 6 de febrero | 18:00     |           |             |
| Municipal Turrialba       | 2 - 0     | Aserrí F. C.              | Rafael Camacho        | 7 de febrero | 13:00     |           |             |
| A. D. Santa Rosa          | 0 - 1     | Puntarenas F. C.          | Estadio de Santa Rosa | 7 de febrero | 13:30     |           |             |
| A. D. C. Barrio México    | 2 - 1     | Puerto Golfito F. C.      | Ernesto Rohrmoser     | 7 de febrero | 15:00     |           |             |
| A. D. Juventud Escazuceña | 1 - 1     | Municipal San Ramón       | Morera Soto           | 8 de febrero | 19:00     |           |             |
| Total de goles: 22        |           |                           |                       |              |           |           |             |

| Jornada 5                 | Jornada 5 | Jornada 5                 | Jornada 5           | Jornada 5     | Jornada 5 | Jornada 5 | Jornada 5   |
| Local                     | Resultado | Visitante                 | Estadio             | Fecha         | Hora      | Árbitro   | Transmisión |
| ------------------------- | --------- | ------------------------- | ------------------- | ------------- | --------- | --------- | ----------- |
| Aserrí F. C.              | 1 - 3     | A. D. C. Barrio México    | ST Center           | 19 de febrero | 15:15     |           |             |
| C. S. Uruguay de Coronado | 0 - 2     | Municipal Turrialba       | El Labrador         | 19 de febrero | 19:00     |           |             |
| Puntarenas F. C.          | 1 - 1     | Municipal Liberia         | "Lito" Pérez        | 20 de febrero | 13:00     |           |             |
| Municipal Santa Ana       | 1 - 3     | A. D. Cariari             | Estadio de Piedades | 20 de febrero | 13:00     |           |             |
| A. D. Guanacasteca        | 1 - 1     | A. D. Santa Rosa          | Chorotega           | 20 de febrero | 14:00     |           |             |
| Puerto Golfito F. C.      | 2 - 1     | Fútbol Consultants        | "Coyella" Fonseca   | 20 de febrero | 15:00     |           |             |
| A. D. COFUTPA             | 2 - 1     | A. D. Juventud Escazuceña | "Palmareño" Solís   | 20 de febrero | 17:30     |           |             |
| Municipal San Ramón       | 0 - 1     | A. D. Carmelita           | Vargas Roldán       | 21 de febrero | 13:00     |           |             |
| Marineros de Puntarenas   | 4 - 1     | Municipal Garabito        | "Lito" Pérez        | 21 de febrero | 15:00     |           |             |
| Total de goles: 26        |           |                           |                     |               |           |           |             |

| Jornada 6                 | Jornada 6 | Jornada 6                 | Jornada 6           | Jornada 6     | Jornada 6 | Jornada 6 | Jornada 6   |
| Local                     | Resultado | Visitante                 | Estadio             | Fecha         | Hora      | Árbitro   | Transmisión |
| ------------------------- | --------- | ------------------------- | ------------------- | ------------- | --------- | --------- | ----------- |
| A. D. Carmelita           | 4 - 2     | A. D. Juventud Escazuceña | Rafael Bolaños      | 26 de febrero | 15:00     |           |             |
| Aserrí F. C.              | 3 - 2     | Puerto Golfito F. C.      | ST Center           | 26 de febrero | 15:00     |           |             |
| Puntarenas F. C.          | 2 - 1     | Municipal Garabito        | "Lito" Pérez        | 27 de febrero | 14:00     |           |             |
| Municipal Santa Ana       | 1 - 0     | A. D. COFUTPA             | Estadio de Piedades | 27 de febrero | 14:00     |           |             |
| Municipal Liberia         | 2 - 1     | A. D. Santa Rosa          | Edgardo Baltodano   | 27 de febrero | 16:00     |           |             |
| C. S. Uruguay de Coronado | 1 - 2     | A. D. C. Barrio México    | El Labrador         | 27 de febrero | 16:00     |           |             |
| Marineros de Puntarenas   | 0 - 0     | A. D. Guanacasteca        | "Lito" Pérez        | 27 de febrero | 19:00     |           |             |
| Municipal San Ramón       | 3 - 2     | A. D. Cariari             | Vargas Roldán       | 28 de febrero | 11:00     |           |             |
| Municipal Turrialba       | 0 - 3     | Fútbol Consultants        | Rafael A. Camacho   | 28 de febrero | 11:00     |           |             |
| Total de goles: 23        |           |                           |                     |               |           |           |             |

| Jornada 7                 | Jornada 7 | Jornada 7                 | Jornada 7             | Jornada 7  | Jornada 7 | Jornada 7 | Jornada 7   |
| Local                     | Resultado | Visitante                 | Estadio               | Fecha      | Hora      | Árbitro   | Transmisión |
| ------------------------- | --------- | ------------------------- | --------------------- | ---------- | --------- | --------- | ----------- |
| A. D. Juventud Escazuceña | 4 - 1     | Municipal Santa Ana       | Morera Soto           | 5 de marzo | 17:30     |           |             |
| Municipal Garabito        | 3 - 2     | Municipal Liberia         | Estadio de Jacó       | 6 de marzo | 14:00     |           |             |
| A. D. Guanacasteca        | 4 - 1     | Puntarenas F. C.          | Chorotega             | 6 de marzo | 14:00     |           |             |
| A. D. C. Barrio México    | 3 - 1     | Municipal Turrialba       | "Cuty" Monge          | 6 de marzo | 15:00     |           |             |
| A. D. COFUTPA             | 1 - 0     | Municipal San Ramón       | "Palmareño" Solís     | 7 de marzo | 11:00     |           |             |
| A. D. Cariari             | 2 - 1     | A. D. Carmelita           | Ebal Rodríguez        | 7 de marzo | 13:00     |           |             |
| A. D. Santa Rosa          | 0 - 1     | Marineros de Puntarenas   | Estadio de Santa Rosa | 7 de marzo | 14:00     |           |             |
| Fútbol Consultants        | 1 - 0     | Aserrí F. C.              | "Cuty" Monge          | 7 de marzo | 15:00     |           |             |
| Puerto Golfito F. C.      | 4 - 1     | C. S. Uruguay de Coronado | "Coyella" Fonseca     | 7 de marzo | 15:00     |           |             |
| Total de goles: 30        |           |                           |                       |            |           |           |             |

| Jornada 8                 | Jornada 8 | Jornada 8                 | Jornada 8         | Jornada 8   | Jornada 8 | Jornada 8 | Jornada 8   |
| Local                     | Resultado | Visitante                 | Estadio           | Fecha       | Hora      | Árbitro   | Transmisión |
| ------------------------- | --------- | ------------------------- | ----------------- | ----------- | --------- | --------- | ----------- |
| C. S. Uruguay de Coronado | 0 - 1     | Aserrí F. C.              | El Labrador       | 12 de marzo | 16:30     |           |             |
| A. D. Carmelita           | 5 - 1     | A. D. COFUTPA             | Rafael Bolaños    | 12 de marzo | 17:00     |           |             |
| Municipal Garabito        | 2 - 2     | A. D. Santa Rosa          | Estadio de Jacó   | 13 de marzo | 14:00     |           |             |
| A. D. Cariari             | 2 - 2     | A. D. Juventud Escazuceña | Ebal Rodríguez    | 13 de marzo | 14:00     |           |             |
| Municipal Turrialba       | 2 - 2     | Puerto Golfito F. C.      | Rafael A. Camacho | 13 de marzo | 15:00     |           |             |
| A. D. C. Barrio México    | 2 - 2     | Fútbol Consultants        | "Cuty" Monge      | 13 de marzo | 15:00     |           |             |
| Municipal Liberia         | 0 - 0     | A. D. Guanacasteca        | Edgardo Baltodano | 13 de marzo | 16:00     |           |             |
| Municipal San Ramón       | 1 - 0     | Municipal Santa Ana       | Vargas Roldán     | 14 de marzo | 11:00     |           |             |
| Puntarenas F. C.          | 2 - 0     | Marineros de Puntarenas   | "Lito" Pérez      | 14 de marzo | 13:30     |           |             |
| Total de goles: 26        |           |                           |                   |             |           |           |             |

| Jornada 9                 | Jornada 9 | Jornada 9                 | Jornada 9           | Jornada 9   | Jornada 9 | Jornada 9 | Jornada 9   |
| Local                     | Resultado | Visitante                 | Estadio             | Fecha       | Hora      | Árbitro   | Transmisión |
| ------------------------- | --------- | ------------------------- | ------------------- | ----------- | --------- | --------- | ----------- |
| Puerto Golfito F. C.      | 3 - 6     | A. D. C. Barrio México    | "Coyella" Fonseca   | 19 de marzo | 15:00     |           |             |
| Aserrí F. C.              | 1 - 1     | Municipal Turrialba       | Estadio ST Center   | 19 de marzo | 15:00     |           |             |
| Municipal Santa Ana       | 1 - 0     | A. D. Carmelita           | Estadio de Piedades | 20 de marzo | 14:00     |           |             |
| Marineros de Puntarenas   | 1 - 2     | Municipal Liberia         | "Lito" Pérez        | 20 de marzo | 14:00     |           |             |
| A. D. Guanacasteca        | 1 - 1     | Municipal Garabito        | Chorotega           | 20 de marzo | 15:00     |           |             |
| C. S. Uruguay de Coronado | 0 - 3     | Fútbol Consultants        | El Labrador         | 20 de marzo | 15:00     |           |             |
| A. D. COFUTPA             | 2 - 1     | A. D. Cariari             | "Palmareño" Solís   | 20 de marzo | 17:00     |           |             |
| Puntarenas F. C.          | 2 - 0     | A. D. Santa Rosa          | "Lito" Pérez        | 20 de marzo | 19:00     |           |             |
| Municipal San Ramón       | 2 - 1     | A. D. Juventud Escazuceña | Vargas Roldán       | 21 de marzo | 12:00     |           |             |
| Total de goles: 28        |           |                           |                     |             |           |           |             |

| Jornada 10                | Jornada 10 | Jornada 10                | Jornada 10          | Jornada 10    | Jornada 10 | Jornada 10 | Jornada 10  |
| Local                     | Resultado  | Visitante                 | Estadio             | Fecha         | Hora       | Árbitro    | Transmisión |
| ------------------------- | ---------- | ------------------------- | ------------------- | ------------- | ---------- | ---------- | ----------- |
| A. D. C. Barrio México    | 4 - 0      | Aserrí F. C.              | "Cuty" Monge        | 26 de marzo   | 15:00      |            |             |
| Municipal Turrialba       | 4 - 1      | C. S. Uruguay de Coronado | Rafael Camacho      | 28 de marzo   | 14:00      |            |             |
| Fútbol Consultants        | 2 - 2      | Puerto Golfito F. C.      | "Cuty" Monge        | 28 de marzo   | 14:00      |            |             |
| A. D. Carmelita           | 2 - 0      | Municipal San Ramón       | Rafael Bolaños      | 28 de marzo   | 14:00      |            |             |
| A. D. Juventud Escazuceña | 2 - 1      | A. D. COFUTPA             | Morera Soto         | 28 de marzo   | 14:00      |            |             |
| Municipal Liberia         | 1 - 0      | Puntarenas F. C.          | Edgardo Baltodano   | 28 de marzo   | 14:00      |            |             |
| A. D. Santa Rosa          | 1 - 2      | A. D. Guanacasteca        | Chorotega           | 28 de marzo   | 14:00      |            |             |
| Municipal Garabito        | 4 - 0      | Marineros de Puntarenas   | Estadio de Jacó     | 28 de marzo   | 14:00      |            |             |
| Municipal Santa Ana       | xxx        | A. D. Cariari             | Estadio de Piedades | No Programado |            |            |             |
| Total de goles: 22        |            |                           |                     |               |            |            |             |

## Fase final

### Cuadro de desarrollo
|  | Cuartos de final                                    | Cuartos de final                                    | Cuartos de final                                    | Cuartos de final                                    | Cuartos de final                                    |   |      | Semifinales                              | Semifinales                              | Semifinales                              | Semifinales                              | Semifinales                              |  |    | Final Clausura                      | Final Clausura                      | Final Clausura                      | Final Clausura                      | Final Clausura                      |  |
|  | 10 y 11 de abril (ida) 16,17 y 18 de abril (vuelta) | 10 y 11 de abril (ida) 16,17 y 18 de abril (vuelta) | 10 y 11 de abril (ida) 16,17 y 18 de abril (vuelta) | 10 y 11 de abril (ida) 16,17 y 18 de abril (vuelta) | 10 y 11 de abril (ida) 16,17 y 18 de abril (vuelta) |   |      | 25 de abril (ida) 1 y 2 de mayo (vuelta) | 25 de abril (ida) 1 y 2 de mayo (vuelta) | 25 de abril (ida) 1 y 2 de mayo (vuelta) | 25 de abril (ida) 1 y 2 de mayo (vuelta) | 25 de abril (ida) 1 y 2 de mayo (vuelta) |  |    | 9 de mayo (ida) 27 de mayo (vuelta) | 9 de mayo (ida) 27 de mayo (vuelta) | 9 de mayo (ida) 27 de mayo (vuelta) | 9 de mayo (ida) 27 de mayo (vuelta) | 9 de mayo (ida) 27 de mayo (vuelta) |  |
|  |                                                     |                                                     |                                                     |                                                     |                                                     |   |      |                                          |                                          |                                          |                                          |                                          |  |    |                                     |                                     |                                     |                                     |                                     |  |
|  |                                                     |                                                     |                                                     |                                                     |                                                     |   |      |                                          |                                          |                                          |                                          |                                          |  |    |                                     |                                     |                                     |                                     |                                     |  |
|  | 2°3°                                                | A. D. COFUTPA                                       | 0                                                   | 1                                                   | 1                                                   |   |      |                                          |                                          |                                          |                                          |                                          |  |    |                                     |                                     |                                     |                                     |                                     |  |
|  | 2°3°                                                | A. D. COFUTPA                                       | 0                                                   | 1                                                   | 1                                                   |   |      |                                          |                                          |                                          |                                          |                                          |  |    |                                     |                                     |                                     |                                     |                                     |  |
|  | 1°C                                                 | A. D. C. Barrio México                              | 4                                                   | 6                                                   | 10                                                  |   |      |                                          |                                          |                                          |                                          |                                          |  |    |                                     |                                     |                                     |                                     |                                     |  |
|  | 1°C                                                 | A. D. C. Barrio México                              | 4                                                   | 6                                                   | 10                                                  |   | C1   | A. D. C. Barrio México                   | 2                                        | 0                                        | 2(2)                                     |                                          |  |    |                                     |                                     |                                     |                                     |                                     |  |
|  |                                                     |                                                     |                                                     |                                                     |                                                     |   | C1   | A. D. C. Barrio México                   | 2                                        | 0                                        | 2(2)                                     |                                          |  |    |                                     |                                     |                                     |                                     |                                     |  |
|  |                                                     |                                                     | C3                                                  | A. D. Guanacasteca                                  | 1                                                   | 1 | 2(4) |                                          |                                          |                                          |                                          |                                          |  |    |                                     |                                     |                                     |                                     |                                     |  |
|  | 2°A                                                 | A. D. Guanacasteca                                  | C3                                                  | A. D. Guanacasteca                                  | 1                                                   | 1 | 2(4) | 6                                        | 4                                        | 10                                       |                                          |                                          |  |    |                                     |                                     |                                     |                                     |                                     |  |
|  | 2°A                                                 | A. D. Guanacasteca                                  |                                                     |                                                     |                                                     |   |      |                                          |                                          | 10                                       |                                          |                                          |  |    |                                     |                                     |                                     |                                     |                                     |  |
|  | 2°C                                                 | Fútbol Consultants                                  | 2                                                   | 1                                                   | 3                                                   |   |      |                                          |                                          |                                          |                                          |                                          |  |    |                                     |                                     |                                     |                                     |                                     |  |
|  | 2°C                                                 | Fútbol Consultants                                  | 2                                                   | 1                                                   | 3                                                   |   |      |                                          |                                          |                                          |                                          |                                          |  | F1 | A. D. Guanacasteca                  | 2                                   | 3                                   | 5                                   |                                     |  |
|  |                                                     |                                                     |                                                     |                                                     |                                                     |   |      |                                          |                                          |                                          |                                          |                                          |  | F1 | A. D. Guanacasteca                  | 2                                   | 3                                   | 5                                   |                                     |  |
|  |                                                     |                                                     | F2                                                  | Puntarenas F. C.                                    | 2                                                   | 2 | 4    |                                          |                                          |                                          |                                          |                                          |  |    |                                     |                                     |                                     |                                     |                                     |  |
|  | 3°                                                  | Municipal Liberia                                   | F2                                                  | Puntarenas F. C.                                    | 2                                                   | 2 | 4    | 1                                        | 2                                        | 3                                        |                                          |                                          |  |    |                                     |                                     |                                     |                                     |                                     |  |
|  | 3°                                                  | Municipal Liberia                                   |                                                     |                                                     |                                                     |   |      |                                          |                                          | 3                                        |                                          |                                          |  |    |                                     |                                     |                                     |                                     |                                     |  |
|  | 1°B                                                 | A. D. Carmelita                                     | 2                                                   | 2                                                   | 4                                                   |   |      |                                          |                                          |                                          |                                          |                                          |  |    |                                     |                                     |                                     |                                     |                                     |  |
|  | 1°B                                                 | A. D. Carmelita                                     | 2                                                   | 2                                                   | 4                                                   |   | C2   | A. D. Carmelita                          | 3                                        | 0                                        | 3                                        |                                          |  |    |                                     |                                     |                                     |                                     |                                     |  |
|  |                                                     |                                                     |                                                     |                                                     |                                                     |   | C2   | A. D. Carmelita                          | 3                                        | 0                                        | 3                                        |                                          |  |    |                                     |                                     |                                     |                                     |                                     |  |
|  |                                                     |                                                     | C4                                                  | Puntarenas F. C.                                    | 2                                                   | 5 | 7    |                                          |                                          |                                          |                                          |                                          |  |    |                                     |                                     |                                     |                                     |                                     |  |
|  | 2°B                                                 | Municipal San Ramón                                 | C4                                                  | Puntarenas F. C.                                    | 2                                                   | 5 | 7    | 0                                        | 1                                        | 1                                        |                                          |                                          |  |    |                                     |                                     |                                     |                                     |                                     |  |
|  | 2°B                                                 | Municipal San Ramón                                 |                                                     |                                                     |                                                     |   |      |                                          |                                          | 1                                        |                                          |                                          |  |    |                                     |                                     |                                     |                                     |                                     |  |
|  | 1°A                                                 | Puntarenas F. C.                                    | 0                                                   | 2                                                   | 2                                                   |   |      |                                          |                                          |                                          |                                          |                                          |  |    |                                     |                                     |                                     |                                     |                                     |  |
|  | 1°A                                                 | Puntarenas F. C.                                    | 0                                                   | 2                                                   | 2                                                   |   |      |                                          |                                          |                                          |                                          |                                          |  |    |                                     |                                     |                                     |                                     |                                     |  |
|  |                                                     |                                                     |                                                     |                                                     |                                                     |   |      |                                          |                                          |                                          |                                          |                                          |  |    |                                     |                                     |                                     |                                     |                                     |  |

### Cuartos de final

#### COFUTPA vs. Barrio México
| 10 de abril de 2021, 18:00 | A. D. COFUTPA | 0:4 (0:1) | A. D. C. Barrio México                         | "Palmareño" Solís, Palmares, Alajuela    |                                          |
|                            |               |           | Cárdenas 12', 70' · Scott 54' · Paniagua 63' · | Asistencia: Sin espectadores Árbitro(s): | Asistencia: Sin espectadores Árbitro(s): |

| 18 de abril de 2021, 13:30 | A. D. C. Barrio México                                                         | 6:1 (3:0) (Global 10:1) | A. D. COFUTPA | Ernesto Rohrmoser, Pavas, San José       |                                          |
|                            | Cárdenas 7' · Jiménez 27' · Scott 37' · Rodríguez 53' · Chaves 61' · Gómez 87' |                         | Solano 40' ·  | Asistencia: Sin espectadores Árbitro(s): | Asistencia: Sin espectadores Árbitro(s): |

#### Consultants vs. Guanacasteca
| 10 de abril de 2021, 13:00 | A. D. Guanacasteca                                                     | 6:2 (2:1) | Fútbol Consultants            | Chorotega, Nicoya, Guanacaste            |                                          |
|                            | Condega 34' · Córdoba 40', 56' · Monter 70' · Adams 85' · Najera 90' · |           | Arrieta 14' · Balmaceda 67' · | Asistencia: Sin espectadores Árbitro(s): | Asistencia: Sin espectadores Árbitro(s): |

| 17 de abril de 2021, 14:00 | Fútbol Consultants | 1:4 (0:3) (Global 3:10) | A. D. Guanacasteca                       | "Cuty" Monge, Desamparados, San José     |                                          |
|                            | Ruíz 70' ·         |                         | Bolaños 4', 15' · Adams 39' · Najera 75' | Asistencia: Sin espectadores Árbitro(s): | Asistencia: Sin espectadores Árbitro(s): |

#### Liberia vs. Carmelita
| 11 de abril de 2021, 14:00 | Municipal Liberia | 1:2 (0:1) | A. D. Carmelita | Edgardo Baltodano, Liberia, Guanacaste   |                                          |
|                            | Aguilar 84'       |           | Ulate 04', 55'  | Asistencia: Sin espectadores Árbitro(s): | Asistencia: Sin espectadores Árbitro(s): |

| 16 de abril de 2021, 17:00 | A. D. Carmelita         | 2:2 (2:1) (Global 4:3) | Municipal Liberia          | Rafael Bolaños, Alajuela                 |                                          |
|                            | Moreno 12' · Castro 45' |                        | Cordero 8' · Solórzano 57' | Asistencia: Sin espectadores Árbitro(s): | Asistencia: Sin espectadores Árbitro(s): |

#### Puntarenas vs. San Ramón
| 11 de abril de 2021, 11:00 | Municipal San Ramón | 0:0 | Puntarenas F. C. | Vargas Roldán, San Ramón, Alajuela       |  |
|                            |                     |     |                  | Asistencia: Sin espectadores Árbitro(s): |  |

| 17 de abril de 2021, 20:00 | Puntarenas F. C.         | 2:1 (1:0) (Global 2:1) | Municipal San Ramón | "Lito" Pérez, Puntarenas                 |                                          |
|                            | Hernández 44' · Ruíz 55' |                        | Zúñiga 73'          | Asistencia: Sin espectadores Árbitro(s): | Asistencia: Sin espectadores Árbitro(s): |

### Semifinales

#### Guanacasteca - Barrio México
| 25 de abril de 2021, 12:00 | Guanacasteca | 1:2 (0:2) | A. D. C. Barrio México    | Chorotega, Nicoya, Guanacaste |  |
|                            | Córdoba 72'  |           | Zúñiga 19' · Cárdenas 42' |                               |  |

| 2 de mayo de 2021, 13:00 | A. D. C. Barrio México                 | 0:1 (0:1, 0:0) (2:4 p.)(Global 2:2) | Guanacasteca                           | "Cuty" Monge, Desamparados, San José |  |
|                          |                                        |                                     | Molina 52' ·                           |                                      |  |
|                          |                                        | Tiros desde el punto penal          |                                        |                                      |  |
|                          | - Cárdenas - Mora - Rodríguez - Brenes |                                     | - Córdoba - Martínez - Adams - Sánchez |                                      |  |

#### Carmelita - Puntarenas FC
| 24 de abril de 2021, 13:00 | Puntarenas F. C.        | 2:3 (2:3) | A. D. Carmelita      | "Lito" Pérez, Puntarenas |  |
|                            | Centeno 6' · Castro 42' |           | Morera 21', 37', 45' |                          |  |

| 1 de mayo de 2021, 18:00 | A. D. Carmelita | 0:5 (0:3) (Global 3:7) | Puntarenas F. C.                                        | Rafael Bolaños, Alajuela |  |
|                          |                 |                        | Centeno 2' · Castro 13' · Quirós 41', 46' · Ramírez 86' |                          |  |

### Final de Clausura

#### Puntarenas - Guanacasteca
| 9 de mayo de 2021, 11:00 | A. D. Guanacasteca | 2:2 (2:1) | Puntarenas F. C.          | Chorotega, Nicoya, Guanacaste |                           |
|                          | Córdoba 35', 42'   |           | Jiménez 17' · Centeno 52' | Árbitro(s): Geiner Zúñiga     | Árbitro(s): Geiner Zúñiga |

| 27 de mayo de 2021, 21:00 | Puntarenas F. C.           | 2:3 (1:3) (Global 4:5) | A. D. Guanacasteca                    | "Lito" Pérez, Puntarenas    |                             |
|                           | Hernández 25' · Quirós 86' |                        | Molina 6' · Centeno 40' · Bolaños 43' | Árbitro(s): Steven Madrigal | Árbitro(s): Steven Madrigal |

#### Ida
| 1     | POR   | Luis Diego Sequeira |     |
| 24    | DEF   | José Martínez       |     |
| 4     | DEF   | Kenneth Guzmán      | 97' |
| 20    | DEF   | Pedro Leal          |     |
| 5     | DEF   | Yeison Molina       |     |
| 12    | MED   | Daniel Vargas       |     |
| 18    | MED   | Joseph Bolaños      |     |
| 8     | MED   | Dayron Sánchez      |     |
| 10    | MED   | Johan Condega       | 87' |
| 21    | DEL   | José Pablo Córdoba  |     |
| 9     | DEL   | Leonardo Adams      | 97' |
| D. T. | D. T. | Minor Díaz          |     |

| 1     | POR   | Carlos Díaz       |     |
| 25    | DEF   | Jesse Ruíz        |     |
| 3     | DEF   | Ariel Contreras   |     |
| 20    | DEF   | Róger Jiménez     | 65' |
| 21    | DEF   | Wílmar Núñez      |     |
| 5     | MED   | Carlos Monge      |     |
| 22    | MED   | Jocyfer Castro    |     |
| 8     | MED   | Mario Centeno     |     |
| 9     | DEL   | Daniel Quirós     |     |
| 17    | DEL   | Kenneth Carvajal  |     |
| 11    | DEL   | Anthony Hernández |     |
| D. T. | D. T. | Roberto Wong      |     |

| 25 | MED | Nájera   | 97' |
| 26 | DEL | Zacarías | 97' |
| 7  | MED | Oviedo   | 87' |

| 12 | MED | Roque | 65' |

| 35' · 42' · | Córdoba | 1:1 2:1 |

| 17' · 52' · | Jiménez Centeno | 0:1 2:2 |

| 5' · 33' · | Vargas Leal |

| 12' · 44' · | Hernández Jiménez |

| Principal  | Geiner Zúñiga  |
| Asistentes | Aniceto Solís  |
|            | Diego Salazar  |
| Cuarto     | Carlos Salazar |

| 1     | POR   | Luis Diego Sequeira |     |
| 24    | DEF   | José Martínez       |     |
| 4     | DEF   | Kenneth Guzmán      | 97' |
| 20    | DEF   | Pedro Leal          |     |
| 5     | DEF   | Yeison Molina       |     |
| 12    | MED   | Daniel Vargas       |     |
| 18    | MED   | Joseph Bolaños      |     |
| 8     | MED   | Dayron Sánchez      |     |
| 10    | MED   | Johan Condega       | 87' |
| 21    | DEL   | José Pablo Córdoba  |     |
| 9     | DEL   | Leonardo Adams      | 97' |
| D. T. | D. T. | Minor Díaz          |     |

| 1     | POR   | Carlos Díaz       |     |
| 25    | DEF   | Jesse Ruíz        |     |
| 3     | DEF   | Ariel Contreras   |     |
| 20    | DEF   | Róger Jiménez     | 65' |
| 21    | DEF   | Wílmar Núñez      |     |
| 5     | MED   | Carlos Monge      |     |
| 22    | MED   | Jocyfer Castro    |     |
| 8     | MED   | Mario Centeno     |     |
| 9     | DEL   | Daniel Quirós     |     |
| 17    | DEL   | Kenneth Carvajal  |     |
| 11    | DEL   | Anthony Hernández |     |
| D. T. | D. T. | Roberto Wong      |     |

| 25 | MED | Nájera   | 97' |
| 26 | DEL | Zacarías | 97' |
| 7  | MED | Oviedo   | 87' |

| 12 | MED | Roque | 65' |

| 35' · 42' · | Córdoba | 1:1 2:1 |

| 17' · 52' · | Jiménez Centeno | 0:1 2:2 |

| 5' · 33' · | Vargas Leal |

| 12' · 44' · | Hernández Jiménez |

| Principal  | Geiner Zúñiga  |
| Asistentes | Aniceto Solís  |
|            | Diego Salazar  |
| Cuarto     | Carlos Salazar |

| 1     | POR   | Luis Diego Sequeira |     |
| 24    | DEF   | José Martínez       |     |
| 4     | DEF   | Kenneth Guzmán      | 97' |
| 20    | DEF   | Pedro Leal          |     |
| 5     | DEF   | Yeison Molina       |     |
| 12    | MED   | Daniel Vargas       |     |
| 18    | MED   | Joseph Bolaños      |     |
| 8     | MED   | Dayron Sánchez      |     |
| 10    | MED   | Johan Condega       | 87' |
| 21    | DEL   | José Pablo Córdoba  |     |
| 9     | DEL   | Leonardo Adams      | 97' |
| D. T. | D. T. | Minor Díaz          |     |

| 1     | POR   | Carlos Díaz       |     |
| 25    | DEF   | Jesse Ruíz        |     |
| 3     | DEF   | Ariel Contreras   |     |
| 20    | DEF   | Róger Jiménez     | 65' |
| 21    | DEF   | Wílmar Núñez      |     |
| 5     | MED   | Carlos Monge      |     |
| 22    | MED   | Jocyfer Castro    |     |
| 8     | MED   | Mario Centeno     |     |
| 9     | DEL   | Daniel Quirós     |     |
| 17    | DEL   | Kenneth Carvajal  |     |
| 11    | DEL   | Anthony Hernández |     |
| D. T. | D. T. | Roberto Wong      |     |

| 25 | MED | Nájera   | 97' |
| 26 | DEL | Zacarías | 97' |
| 7  | MED | Oviedo   | 87' |

| 12 | MED | Roque | 65' |

| 35' · 42' · | Córdoba | 1:1 2:1 |

| 17' · 52' · | Jiménez Centeno | 0:1 2:2 |

| 5' · 33' · | Vargas Leal |

| 12' · 44' · | Hernández Jiménez |

| Principal  | Geiner Zúñiga  |
| Asistentes | Aniceto Solís  |
|            | Diego Salazar  |
| Cuarto     | Carlos Salazar |

| 1     | POR   | Luis Diego Sequeira |     |
| 24    | DEF   | José Martínez       |     |
| 4     | DEF   | Kenneth Guzmán      | 97' |
| 20    | DEF   | Pedro Leal          |     |
| 5     | DEF   | Yeison Molina       |     |
| 12    | MED   | Daniel Vargas       |     |
| 18    | MED   | Joseph Bolaños      |     |
| 8     | MED   | Dayron Sánchez      |     |
| 10    | MED   | Johan Condega       | 87' |
| 21    | DEL   | José Pablo Córdoba  |     |
| 9     | DEL   | Leonardo Adams      | 97' |
| D. T. | D. T. | Minor Díaz          |     |

| 1     | POR   | Carlos Díaz       |     |
| 25    | DEF   | Jesse Ruíz        |     |
| 3     | DEF   | Ariel Contreras   |     |
| 20    | DEF   | Róger Jiménez     | 65' |
| 21    | DEF   | Wílmar Núñez      |     |
| 5     | MED   | Carlos Monge      |     |
| 22    | MED   | Jocyfer Castro    |     |
| 8     | MED   | Mario Centeno     |     |
| 9     | DEL   | Daniel Quirós     |     |
| 17    | DEL   | Kenneth Carvajal  |     |
| 11    | DEL   | Anthony Hernández |     |
| D. T. | D. T. | Roberto Wong      |     |

| 25 | MED | Nájera   | 97' |
| 26 | DEL | Zacarías | 97' |
| 7  | MED | Oviedo   | 87' |

| 12 | MED | Roque | 65' |

| 35' · 42' · | Córdoba | 1:1 2:1 |

| 17' · 52' · | Jiménez Centeno | 0:1 2:2 |

| 5' · 33' · | Vargas Leal |

| 12' · 44' · | Hernández Jiménez |

| Principal  | Geiner Zúñiga  |
| Asistentes | Aniceto Solís  |
|            | Diego Salazar  |
| Cuarto     | Carlos Salazar |

#### Vuelta
| 1     | POR   | Carlos Díaz       |     |
| 25    | DEF   | Jesse Ruíz        |     |
| 3     | DEF   | Ariel Contreras   |     |
| 20    | DEF   | Róger Jiménez     | 57' |
| 21    | DEF   | Wílmar Núñez      |     |
| 22    | MED   | Jocyfer Castro    | 75' |
| 8     | MED   | Mario Centeno     |     |
| 17    | MED   | Kenneth Carvajal  |     |
| 5     | MED   | Carlos Monge      | 57' |
| 11    | DEL   | Anthony Hernández | 75' |
| 9     | DEL   | Daniel Quirós     |     |
| D. T. | D. T. | Roberto Wong      |     |

| 1     | POR   | Luís Diego Sequeira |       |
| 24    | DEF   | José Martínez       |       |
| 19    | DEF   | Lemarck Hernández   |       |
| 20    | DEF   | Pedro Leal          |       |
| 5     | DEF   | Yeison Molina       |       |
| 11    | MED   | Felipe Chin         |       |
| 18    | MED   | Joseph Bolaños      | 90+2' |
| 8     | MED   | Dayron Sánchez      |       |
| 10    | MED   | Johan Condega       | 77'   |
| 21    | DEL   | José Pablo Córdoba  | 90'   |
| 9     | DEL   | Leonardo Adams      |       |
| D. T. | D. T. | Minor Díaz          |       |

| 14 | MED | Justin Roque    | 57' |
| 27 | DEL | Stewart Ramírez | 57' |
| 7  | DEL | Keylor Ramírez  | 75' |
| 24 | DEL | John Ruíz       | 75' |

| 10 | MED | Gustavo Díaz  | 77'   |
| 28 | DEF | Róger Díaz    | 90'   |
| 17 | MED | Rafael Nájera | 90+2' |

| 25' · 86' | Hernández Quirós | 1:1 2:3 |

| 6' · 40' · 43' | Molina Centeno Bolaños | 0:1 1:2 1:3 |

| 3' · 37' · 59' · 82' | Jesse Ruíz Róger Jiménez Daniel Quirós Kenneth Carvajal |

| 8' | José Martínez |

| 56' | Jesse Ruíz |

| Principal  | Steven Madrigal |
| Asistentes | Marvin Meza     |
|            | Ricardo Picado  |
| Cuarto     | Yeudy Rojas     |

| 1     | POR   | Carlos Díaz       |     |
| 25    | DEF   | Jesse Ruíz        |     |
| 3     | DEF   | Ariel Contreras   |     |
| 20    | DEF   | Róger Jiménez     | 57' |
| 21    | DEF   | Wílmar Núñez      |     |
| 22    | MED   | Jocyfer Castro    | 75' |
| 8     | MED   | Mario Centeno     |     |
| 17    | MED   | Kenneth Carvajal  |     |
| 5     | MED   | Carlos Monge      | 57' |
| 11    | DEL   | Anthony Hernández | 75' |
| 9     | DEL   | Daniel Quirós     |     |
| D. T. | D. T. | Roberto Wong      |     |

| 1     | POR   | Luís Diego Sequeira |       |
| 24    | DEF   | José Martínez       |       |
| 19    | DEF   | Lemarck Hernández   |       |
| 20    | DEF   | Pedro Leal          |       |
| 5     | DEF   | Yeison Molina       |       |
| 11    | MED   | Felipe Chin         |       |
| 18    | MED   | Joseph Bolaños      | 90+2' |
| 8     | MED   | Dayron Sánchez      |       |
| 10    | MED   | Johan Condega       | 77'   |
| 21    | DEL   | José Pablo Córdoba  | 90'   |
| 9     | DEL   | Leonardo Adams      |       |
| D. T. | D. T. | Minor Díaz          |       |

| 14 | MED | Justin Roque    | 57' |
| 27 | DEL | Stewart Ramírez | 57' |
| 7  | DEL | Keylor Ramírez  | 75' |
| 24 | DEL | John Ruíz       | 75' |

| 10 | MED | Gustavo Díaz  | 77'   |
| 28 | DEF | Róger Díaz    | 90'   |
| 17 | MED | Rafael Nájera | 90+2' |

| 25' · 86' | Hernández Quirós | 1:1 2:3 |

| 6' · 40' · 43' | Molina Centeno Bolaños | 0:1 1:2 1:3 |

| 3' · 37' · 59' · 82' | Jesse Ruíz Róger Jiménez Daniel Quirós Kenneth Carvajal |

| 8' | José Martínez |

| 56' | Jesse Ruíz |

| Principal  | Steven Madrigal |
| Asistentes | Marvin Meza     |
|            | Ricardo Picado  |
| Cuarto     | Yeudy Rojas     |

| 1     | POR   | Carlos Díaz       |     |
| 25    | DEF   | Jesse Ruíz        |     |
| 3     | DEF   | Ariel Contreras   |     |
| 20    | DEF   | Róger Jiménez     | 57' |
| 21    | DEF   | Wílmar Núñez      |     |
| 22    | MED   | Jocyfer Castro    | 75' |
| 8     | MED   | Mario Centeno     |     |
| 17    | MED   | Kenneth Carvajal  |     |
| 5     | MED   | Carlos Monge      | 57' |
| 11    | DEL   | Anthony Hernández | 75' |
| 9     | DEL   | Daniel Quirós     |     |
| D. T. | D. T. | Roberto Wong      |     |

| 1     | POR   | Luís Diego Sequeira |       |
| 24    | DEF   | José Martínez       |       |
| 19    | DEF   | Lemarck Hernández   |       |
| 20    | DEF   | Pedro Leal          |       |
| 5     | DEF   | Yeison Molina       |       |
| 11    | MED   | Felipe Chin         |       |
| 18    | MED   | Joseph Bolaños      | 90+2' |
| 8     | MED   | Dayron Sánchez      |       |
| 10    | MED   | Johan Condega       | 77'   |
| 21    | DEL   | José Pablo Córdoba  | 90'   |
| 9     | DEL   | Leonardo Adams      |       |
| D. T. | D. T. | Minor Díaz          |       |

| 14 | MED | Justin Roque    | 57' |
| 27 | DEL | Stewart Ramírez | 57' |
| 7  | DEL | Keylor Ramírez  | 75' |
| 24 | DEL | John Ruíz       | 75' |

| 10 | MED | Gustavo Díaz  | 77'   |
| 28 | DEF | Róger Díaz    | 90'   |
| 17 | MED | Rafael Nájera | 90+2' |

| 25' · 86' | Hernández Quirós | 1:1 2:3 |

| 6' · 40' · 43' | Molina Centeno Bolaños | 0:1 1:2 1:3 |

| 3' · 37' · 59' · 82' | Jesse Ruíz Róger Jiménez Daniel Quirós Kenneth Carvajal |

| 8' | José Martínez |

| 56' | Jesse Ruíz |

| Principal  | Steven Madrigal |
| Asistentes | Marvin Meza     |
|            | Ricardo Picado  |
| Cuarto     | Yeudy Rojas     |

| 1     | POR   | Carlos Díaz       |     |
| 25    | DEF   | Jesse Ruíz        |     |
| 3     | DEF   | Ariel Contreras   |     |
| 20    | DEF   | Róger Jiménez     | 57' |
| 21    | DEF   | Wílmar Núñez      |     |
| 22    | MED   | Jocyfer Castro    | 75' |
| 8     | MED   | Mario Centeno     |     |
| 17    | MED   | Kenneth Carvajal  |     |
| 5     | MED   | Carlos Monge      | 57' |
| 11    | DEL   | Anthony Hernández | 75' |
| 9     | DEL   | Daniel Quirós     |     |
| D. T. | D. T. | Roberto Wong      |     |

| 1     | POR   | Luís Diego Sequeira |       |
| 24    | DEF   | José Martínez       |       |
| 19    | DEF   | Lemarck Hernández   |       |
| 20    | DEF   | Pedro Leal          |       |
| 5     | DEF   | Yeison Molina       |       |
| 11    | MED   | Felipe Chin         |       |
| 18    | MED   | Joseph Bolaños      | 90+2' |
| 8     | MED   | Dayron Sánchez      |       |
| 10    | MED   | Johan Condega       | 77'   |
| 21    | DEL   | José Pablo Córdoba  | 90'   |
| 9     | DEL   | Leonardo Adams      |       |
| D. T. | D. T. | Minor Díaz          |       |

| 14 | MED | Justin Roque    | 57' |
| 27 | DEL | Stewart Ramírez | 57' |
| 7  | DEL | Keylor Ramírez  | 75' |
| 24 | DEL | John Ruíz       | 75' |

| 10 | MED | Gustavo Díaz  | 77'   |
| 28 | DEF | Róger Díaz    | 90'   |
| 17 | MED | Rafael Nájera | 90+2' |

| 25' · 86' | Hernández Quirós | 1:1 2:3 |

| 6' · 40' · 43' | Molina Centeno Bolaños | 0:1 1:2 1:3 |

| 3' · 37' · 59' · 82' | Jesse Ruíz Róger Jiménez Daniel Quirós Kenneth Carvajal |

| 8' | José Martínez |

| 56' | Jesse Ruíz |

| Principal  | Steven Madrigal |
| Asistentes | Marvin Meza     |
|            | Ricardo Picado  |
| Cuarto     | Yeudy Rojas     |

|                                                                 |
| Campeón Segunda División 2020-21 A. D. Guanacasteca 3.er título |